# 도요마쓰촌
도요마쓰촌(일본어: 豊松村)은 일본 히로시마현 진세키군 중동부에 위치했던 촌으로, 히로시마현의 유일한 촌이였다.
2004년 11월 5일에 유키정, 진세키정, 산와정과 함께 진세키군 진세키코겐정에 이행됨에 따라 소멸하였다. 
2004년 10월 1일 야마가타군 쓰쓰가촌이 합병하여 아키오타정이 된 이후 히로시마현에서 유일하게 남은 촌이였으나 헤이세이 대합병으로 인해 히로시마현내 촌은 소멸하였다. (효고현, 가가와현에 이어 세번째이며, 헤이세이 대합병으로 인한 것은 처음이다. 이후 헤이세이 대합병이 진행됨에 따라 9개의 현에서 촌이 추가로 소멸하게 되었다).

## 역사
- 1889년 4월 1일 - 시정촌 시행으로 아리키촌, 가미토요마쓰촌, 사사오촌, 나카히라촌이 성립하였다.
- 1897년 7월 1일 -  아리키촌, 가미토요마쓰촌, 사사오촌, 나카히라촌이 신설합병해 도요마쓰촌이 성립하였다.
- 2004년 11월 1일 - 유키정, 진세키정, 산와정과 신설합병해 진세키코겐정이 이행됨에 따라 소멸하였다.